# Municipio de Eden (condado de Codington)
El municipio de Eden (en inglés, Eden Township) es un municipio del condado de Codington, Dakota del Sur, Estados Unidos. Tiene una población estimada, a mediados de 2022, de 99 habitantes.
Abarca una zona exclusivamente rural.

## Geografía
Está ubicado en las coordenadas 45°6′57″N 97°26′34″O / 45.11583, -97.44278. Según la Oficina del Censo de los Estados Unidos, tiene una superficie total de 92.73 km², de los cuales 86.44 km² corresponden a tierra firme y 6.29 km² están cubiertos de agua.

## Demografía
Según el censo de 2020, en ese momento había 123 personas residiendo en la zona. La densidad de población era de 1.42 hab./km². El 99.19 % de los habitantes eran blancos y el 0.81 % era asiático. Del total de la población, el 0.81 % era hispano o latino.